# Jackaroos
Pour plus de détails, voir Fiche technique et Distribution.
Jackaroos est un film pornographique gay réalisé par Kristen Bjorn, tourné en Australie et sorti en 1991.

## Synopsis
1. Blue Vainer et Hogan Maloney explorent l'outback australien à bord de leur jeep.
2. Josh Sherwood reçoit dans sa ferme Sean Davis et Arturo Ramirez.
3. Boy Dickson, Brumby Jack et Dingo McGee font une virée à cheval.
4. Blue Vainer, Geoffrey Cox et Sean Davis se retrouvent ensemble.

## Fiche technique
- Réalisation : Kristen Bjorn
- Scénario : Kristen Bjorn
- Photographie : Kristen Bjorn
- Montage : Malu De Martino
- Son : Oz Sound
- Producteur : Kristen Bjorn
- Société de production : Sarava Productions
- Sociétés de distribution : Kristen Bjorn Productions
- Langues : anglais
- Lieux de tournage : Australie
- Format : Couleur - 1.33 : 1
- Genre : Film pornographique
- Durée : 85 minutes
- Dates de sortie : 1er janvier 1991  États-Unis

## Distribution
- Alec Campbell	(as Hogan Maloney)
- Blue Vainer
- Josh Sherwood
- Arturo Ramirez
- Sean Davis (as Foot-Long Sean)
- Boy Dickson
- Dingo McGee
- Brumby Jack
- Geoffrey Cox

## Autour du film
Jackaroos fait partie d'une trilogie australienne dont il est le volet central, avec Manly Beach (1991) et A Sailor in Sydney (1992). Le terme jackaroo désigne un apprenti dans une ferme d'élevage en Australie.
La trilogie a été étudiée par Alan McKee pour montrer comment les films tentent de souligner l'identité australienne. L'universitaire trouve dans l'accent porté sur la camaderie virile un trait typiquement australien,.
Le langage est particulièrement mis à contribution pour dénoter cette identité : « les hommes dans ces vidéos parlent constamment pendant qu'ils ont des relations sexuelles. C'est inhabituel. […] L'australianité est toujours présente, aussi longtemps que les hommes continuent de parler ». L'emploi d'un vocabulaire typiquement australien a pour but de « souligner que ces rencontres sexuelles entre des blancs impliquent un homme australien hypermasculin ».